# Pirana
Pirana (albanisch auch Piranë, serbisch Пиране Pirane) ist eine Ortschaft in der kosovarischen Gemeinde Prizren.

## Geographie
Pirana liegt in einer Ebene nördlich von Prizren, rund sechs Kilometer von der Stadt entfernt. Benachbarte Ortschaften sind im Nordwesten Krusha e Vogël, im Norden Randobrava, im Nordosten Zojz, im Osten Sërbica e Poshtme und im Süden Landovica. Westlich von Pirana verläuft der Weiße Drin.

## Geschichte
1844 erwähnte Joseph Müller in seinem Buch Albanien, Rumelien und die österreichisch-montenegrinische Gränze das Dorf Piron bei Prizren, welches aus 17 Häusern mit 50 katholisch-albanischen Einwohnern bestand.
Nach der Eroberung Kosovos durch das Königreich Serbien während des Ersten Balkankrieges 1912 richtete die serbische Regierung eine Militärverwaltung vor Ort ein, wobei Pirana Teil der neu geschaffenen Gemeinde Gornja Srbica (heute Sërbica e Epërme) wurde.
Während des Kosovokrieges wurde Pirana am 25. März 1999 von serbischen bzw. jugoslawischen Streitkräften angegriffen, welche die Ortschaft mit Panzern und Militärfahrzeugen umzingelten und unter Beschuss nahmen sowie Einwohner töteten. Anschließend betraten Polizisten den Ort, um Häuser von Albanern niederzubrennen. Die verbliebenen Bewohner flüchteten in die Nachbardörfer, wobei Flüchtende in Richtung des Nachbarortes Sërbica von Scharfschützen erschossen oder verletzt wurden.

## Bevölkerung
Gemäß 2011 durchgeführter Volkszählung hat Pirana 2417 Einwohner, davon 2213 (91,56 %) Albaner sowie 201 (8,32 %) Aschkali bzw. Balkan-Ägypter. Von drei Personen sind keine Daten bezüglich der Ethnie vorhanden.
| Zensus    | 1919 | 1948 | 1953 | 1961 | 1971 | 1981 | 1991 | 2011 |
| --------- | ---- | ---- | ---- | ---- | ---- | ---- | ---- | ---- |
| Einwohner | 143  | 496  | 563  | 717  | 1098 | 1488 | 1790 | 2417 |

Bei einer 1919 durchgeführten Volkszählung wurden für Pirana 62 Haushalte mit insgesamt 143 Einwohnern erfasst, hiervon waren 61 Haushalte mit 138 Personen muslimisch-albanisch und ein Haushalt mit fünf Personen war katholisch-albanisch.